# 陳浩天
陳浩天（英語：Andy Chan Ho-tin，1990年9月6日—），香港本土派人士，前香港民族黨召集人，香港獨立運動支持者。他曾參選2016年香港立法會選舉新界西選區議席，但因其港獨主張而被選舉主任羅應祺取消參選資格。
陳在雨傘運動發生後開始參與政治活動，並在運動中萌生香港獨立意念，與傳統泛民主派的各組織在政見上有分歧。及後，他在當時就讀的香港理工大學推動退出香港專上學生聯會活動。他在理工大學取得工程和工商管理雙學位後辭去工作並創立香港民族黨，然而該黨卻於2018年9月被香港特別行政區政府保安局取締。

## 早年生活
陳浩天生於英屬香港，擁有英國國民（海外）身份，並於香港大埔長大。中學入讀迦密柏雨中學，後於香港紅卍字會大埔卍慈中學升讀預科，再考進香港理工大學工程學院，修讀工程和工商管理雙學位課程。他亦曾考慮成為傳教士，他在大學時期的目標是在畢業後加入大型企業，擔任管理培訓生。在大學在學期間，他曾到瑞典乌普萨拉大学和中國上海交通大學作交換生。
陳浩天說他本來並不熱忱於政治，即使看到不滿的政策亦不會參與各項政治活動，也沒有參與泛民主派所參與的七一大遊行及維園六四燭光晚會等傳統活動。他首次參與的政治活動為2014年的雨傘革命，聲援重奪「公民廣場」行動中衝擊香港政府總部的香港專上學生聯會及學民思潮等成員，自此每日都在各個雨傘運動佔領區中出現。
陳浩天聲稱自己在雨傘革命中因反對學聯在退場時的決策，繼而產生了香港獨立的想法。他認為香港政制改革需要向中國大陸政府爭取，權力並不在香港政府，認為如此證明了香港與中國大陸關係為殖民地與宗主國，繼而需要追求港獨。

## 政治生涯

### 前期活動
陳浩天認為雨傘革命佔領區中的人們只是單純聚集，對政府沒有行動，故不可能爭取政制改革。故此，他開始組織及參與一些行動小組，對政府進行一些衝擊活動，他的行為被佔領區的泛民糾察認為會對運動不利，聯同香港警察予以制止。其間，他曾組織論政團體「常識」並定期於旺角行人專用區作公開演講，更主持熱普城旗下網上電台MyRadio的節目。陳浩天對此深感不忿，認定革命失敗是因學聯等組織指揮不當，並對泛民政治人物失望。
陳浩天在認定香港與中國大陸必須區隔後，回到香港理工大學後組織理工大學學生會退出學聯關注組。雖然理大退聯不被看好，但他並沒有因此而放棄，在投票日積極拉票，後來投票結果為通過退聯。學聯理大代表賴偉健提出投票沒有按程序提早七日公佈，拖延執行退聯結果超過半年才開始審理，最終在仲議會審理後裁定公投有效，理工大學學生會在公投近一年後正式退出香港專上學生聯會。

### 創立香港民族黨
理大畢業後的陳浩天於工程公司工作，及後決定辭去工作，全力投身社會運動，並組織推動港獨的香港民族黨，該黨主張香港「民族自決」，並以主張香港獨立為目標，又與泛民主派分道揚鑣。創黨記者會於2016年3月28日舉行，隨即引起香港律政司及中國国务院港澳事务办公室批評違反《香港基本法》，而中國共產黨轄下的《環球時報》以標題「猖狂全球無雙」指民族黨同時違反《中華人民共和國憲法》。雖然香港並沒有法例取締或禁止港獨組織，但香港政府公司註冊處表明以政治原因為由拒絕為民族黨註冊，而香港的銀行亦不願為民族黨開設戶口，時任立法會議員楊岳橋及何秀蘭均對政府對民族黨做法有所質疑。
陳浩天說民族黨聲稱有數十會員，但在創黨後一段時間內只有他與發言人周浩輝現身，他反駁相關質疑，指民族黨不需要如傳統政黨般聚會。陳浩天在創黨時已表明積極考慮選香港立法會，及後他於新界西選區出選地區直選議席。

### 被褫奪立法會參選權

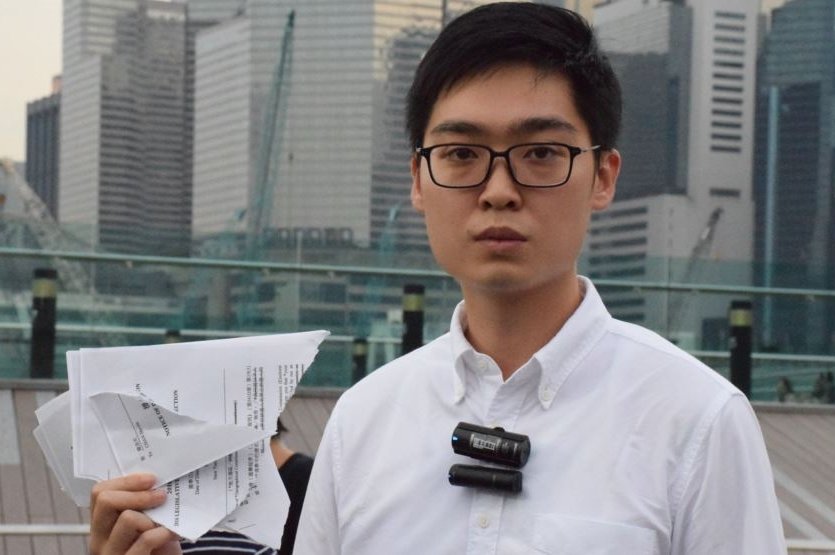
陳浩天於添馬公園撕毀提名通知書

陳浩天與選舉助理於7月18日到葵興政府合署遞交2016年香港立法會選舉報名表格，正式競逐立法會的新界西地方選區議席。他認為新增的確認書沒有法律依據，並拒絕簽署。他在7月25日收到新界西選區選舉主任羅應祺發出的電郵，被要求回答會否「繼續主張和推動香港獨立」。
7月30日，陳被羅應祺裁定提名無效。羅指陳宣揚港獨，違反香港基本法及不符合立法會條例規定，成為香港歷史上首次有人因為相關條例被褫奪選舉資格。陳即日於添馬公園與記者會面，並即場撕毀提名通知書，表示會考慮提出選舉呈請及司法覆核。
陳為了抗議香港政府阻撓他參選立法會，於8月5日晚上於添馬公園舉行史上第一個主張香港獨立的集會。集會中陳表明他的選舉工程仍然進行，指出民族黨目標是成為執政黨，並希望獨立派能繼續發展。
2016年立法會選舉結果在《香港政府憲報》上公佈後，陳於9月9日向香港高等法院提出選舉呈請，並指出不論法律援助署會否批出法律援助亦會進行訴訟。同時，郭卓堅等新界西選民亦向高院覆核政府的裁定。然而，法援署拒絕向陳提供法援，法院接納陳提出押後至2017年5月才開始審理案件的要求。2018年2月13日，高院法官區慶祥裁定陳浩天敗訴，區在判辭指出選舉主任有權引用資料來評定參選人是否符合法定要求。

### 選舉過後
陳浩天被褫奪立法會參選權後繼續香港民族黨的工作，當中包括宣傳民族黨的政治立場與政綱，以及與德國等外國政府的人权专员會面。2016年10月，他受德國駐香港總領事館邀請出席德國統一日的慶祝酒會。2016年12月，陳浩天和周浩輝前往台灣並在世界人權日的紀念活動上演講，在返港前被統派组织中華愛國同心會成員襲擊。
陳著力於中學宣傳香港獨立運動，推行「政治啟蒙計劃」，讓學生在校內派發宣傳品及講解港獨理念，甚至組織會社。他亦有帶領民族黨員到各間中學門前派發民族黨及港獨宣傳品，並且招募學生成員。他在2016年9月19日稱已有來自約80間學校的逾100名中學生參與計劃，並表示只會提供協助而不會干預學生的自發行動。
香港警察以香港民族黨倡導香港獨立及傳播對中國內地的仇恨情緒為由，在2018年7月向時任保安局局長李家超提出禁止該黨運作。陳表示民族黨派傳單、呼喊口號、發表講話等和平手段都是言論自由的一部分，取締沒有鼓吹暴力的民族黨是打壓言論自由。然而，警方的文件以陳曾在集會上支持2016年旺角騷亂的暴動罪犯，力陳非暴力並不是民族黨的真正意圖。最終，李家超在2018年9月24日刊憲宣佈取締香港民族黨。

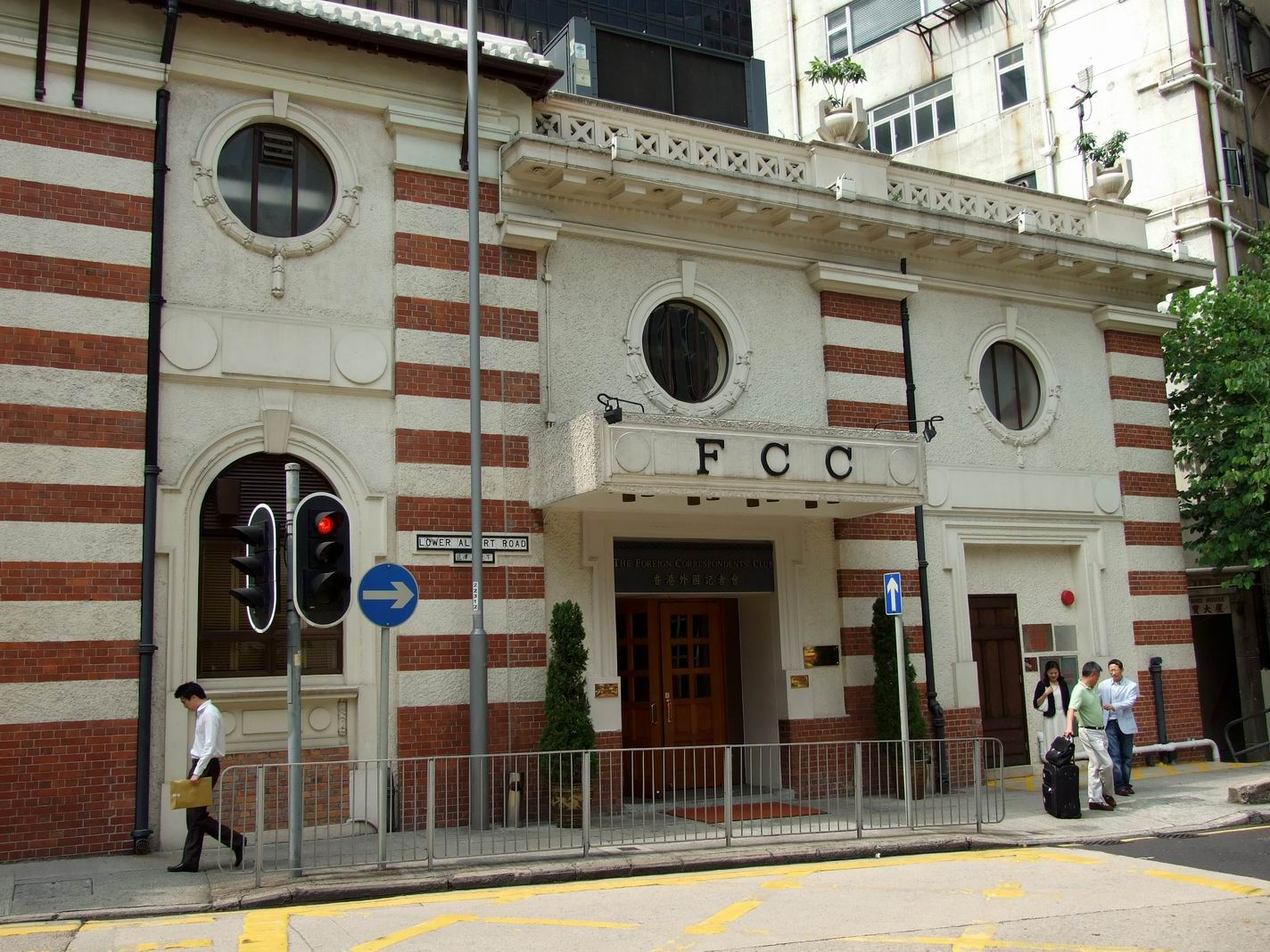
《香港民族主義：一份政治不正確的香港指南》在香港外國記者會發表

雖然民族黨終告停止運作，但陳在港獨派系中的影響力依然。香港外國記者會邀請他在2018年8月14日發表名為《香港民族主義：一份政治不正確的香港指南》的演講，陳在當日強調爭取獨立才能實現真正民主。及後，香港特區政府拒絕延續記者會副主席馬凱的工作簽證，馬凱更在9月8日被拒絕入境。時任行政長官林鄭月娥在向方追問下仍拒絕解釋拒續簽證原因，但各界普遍認為與馬凱負責主持陳浩天的演講有關。在群眾壓力下，入境事務處在9月9日聲明拒絕入境與打壓言論自由無關。不過，國務院港澳事務辦公室副主任張曉明在2020年6月8日就《全國人大涉港決定》的演講上，提出中國政府不允許馬凱續辦簽證等收緊管制行為是基於港獨思潮崛起，引證事件與陳的演講有關。

### 反修例運動時期
反對逃犯條例修訂草案運動爆發後，陳浩天積極在國際層面製造輿論。在2019年二十國集團大阪峰會舉行期間，陳浩天前往日本大阪參與自由印太聯盟的反中國共產黨活動，希望要求各國正視香港問題。陳在入境時被邊境管制官員扣留約4小時後才獲釋，並在日本活動期間被跟蹤。
2019年8月1日晚上，香港警察在火炭協力工業大廈搜查時搗破藏有汽油彈、原材料、弓箭、含大麻成份的精油等物資的貨倉，並拘捕包括陳在內的7男1女；涉及罪行包括藏有攻擊性武器、無牌藏有爆炸品及無牌售賣第一部毒藥等。過百名市民得知消息後冒雨圍堵沙田警署以聲援被捕人士。翌日下午，陳被警員押返水泉澳邨清泉樓住所進行搜證，他在出入住所時高呼「無懼白色恐怖！不怕被拘捕！」和「香港人加油！」。陳最終在43小時後獲准以一千港元保釋，但他並未被警方落案起訴。及後，陳繼續參與包括2019年8月5日香港三罷行動等的抗爭活動，亦聲言會繼續推動港獨。
陳浩天在2019年8月29日在香港国际机场出境前往东京时，被入境事務處人員截停，及後香港警察以陳涉嫌参与2019年7月13日光復上水後的暴動扣留调查。9月27日，陳於粉嶺裁判法院聆訊，在前往法院時被三至四人以長電筒襲擊頭部，陳推開對方後逃離。頸、背及腰均有受傷的陳斥責鄰近警車對兇案視若無睹。陳及後在2020年10月正式開審時否認非法集結及襲警控罪，而法庭在同年12月裁定兩項控罪不成立。
陳及後亦涉及多個不同地方的獨立運動。他於2019年12月4日在琉球獨立運動反對的沖繩人學者仲村覚招待的網上活動中表示他理解沖繩獨立的主張及觀點，但認為不應相信中共的意見，亦帶動沖繩縣出現「今日香港，明日臺灣，後天沖繩」的口號。另外，在2019年12月22日，陳亦參加聲援維吾爾族人權集會並發表演說，以中國中央人民政府沒有遵守與噶廈簽署的《十七條協議》來引證中國政府不可信及會以殖民主義管治香港，重申堅持港獨立埸。

## 個人生活
父母離異的陳浩天與母親及妹妹於2015年時搬入香港沙田區的水泉澳邨清泉樓居住，由於陳及陳母不時帶異性朋友回家過夜，陳的妹妹因而搬至男朋友家中居住。陳在2018年中一度與女朋友搬出至位於大圍的村屋，但他在2019年8月被捕前已搬回水泉澳邨。
及後，陳浩天在2018年年中時被拍攝與盧斯達的謝姓前女友於台灣約會，雙方同在豪華酒店過夜。不過，陳浩天仍被拍攝到與其他女子在深宵時份約會。

## 外部連結
- 陳浩天的Facebook專頁